# Жолболды
Жолболды (каз. Жолболды, до 1993 г. — Новоалексеевка) — село в Актогайском районе Павлодарской области Казахстана. Расположено в 198 км к северо-западу от Павлодара и в 84 км к западу от Актогая. Административный центр Жолболдинского сельского округа. Код КАТО — 553241100.

## История
Село было основано переселенцами в 1908 году и названо в честь их прежнего места жительства. В 1957 году на базе нескольких колхозов был образован совхоз «Коминтерн». В 1976 году на землях совхозов «Коминтерн», «Харьковский» и «Алга» было организовано Краснокутское райспецхозобъединение (РСХО) по откорму скота, в 1990 году РСХО было преобразовано в совхоз имени Естая.

## Население
В 1985 году в селе жили 1775 человек, в 1999 году население села составляло 957 человек (472 мужчины и 485 женщин). По данным переписи 2009 года, в селе проживало 547 человек (269 мужчин и 278 женщин).